# Volkerzen
Volkerzen là một đô thị thuộc huyện Altenkirchen, trong bang Rheinland-Pfalz, phía tây nước Đức. Đô thị Volkerzen có diện tích 1,98 km², dân số thời điểm ngày 31 tháng 12 năm 2006 là 92 người.